# Acalypha burquezii
Acalypha burquezii é uma espécie de flor do gênero Acalypha, pertencente à família Euphorbiaceae.